# Верховье-2
Верховье-2 — деревня в Гдовском районе Псковской области России. Входит в состав Чернёвской волости.
Расположена в 12 км к юго-востоку от волостного центра Чернёво и в 38 км к юго-востоку от Гдова, у правого прибрежья реки Ужовка у впадения её в Плюссу.

## Население
Численность населения деревни на 2000 год составляла 2 человека, по переписи 2002 года — 7 человек.